# 佩科斯河
佩科斯河是一條長約730英里（1,175公里）的河流，流經德克薩斯州及新墨西哥州。河流發源自新墨西哥州北部的桑格雷克里斯托山脈，其後流經新墨西哥州東部和德克薩斯州西部，並在德爾里奧附近與格蘭德河合流。

## 流向
佩科斯河發源自新墨西哥州北部的桑格雷克里斯托山脈，而該山脈是洛磯山脈最南端。河水之後會往南流，先後流經佩科斯國家歷史公園、聖羅莎、薩姆納堡、鹽溪自然保護區、苦湖野生動物保護區、哈格曼、布蘭特利湖州立公園以及埃迪縣的洞窟城等地，然後進入德克薩斯州。而在德克薩斯州內，河水會往東南方流動，先後流經洛文縣、里夫斯縣、沃德縣、貝可斯縣、克倫縣、克羅基特縣以及特勒爾縣，最終在巴爾韋德縣德爾里奧市西北面37英里（60）的塞米諾爾峽谷與格蘭德河合流。
另外，美國墾務局亦沿佩科斯河修建了多個水壩，包括阿拉莫戈多水壩（Alamogordo Dam）、阿瓦隆水壩、麥克米倫水壩（McMillan Dam）及雷德布拉夫水壩（Red Bluff Dam），以控制河流流量及向居民提供灌溉用水。

## 歷史
最早定居在佩科斯河沿岸的是佩科斯普韋布洛人（Pecos Pueblo Indians），他們於公元800年左右抵達該河。
1541年，西班牙探險家弗朗西斯科·巴斯克斯·德·科羅納多率領探險隊越過佩科斯河及帕洛杜羅峽谷，朝著黃金七城之一的基維拉進發，而據說他亦是第一個穿越這條河流的歐洲人。1583年，另一位西班牙探險家安東尼奧·德·埃斯佩霍在結束探險時經佩科斯河返回墨西哥，因他在河流附近看到大量野牛，故把河流命名為「野牛之河」（西班牙語：Rio de Las Vacas）。1590年，葡萄牙征服者加斯帕·卡斯塔尼奧·德索薩在探險時亦經過佩科斯河，並以河水的鹹味稱其為「鹹河」（西班牙語：Río Salado）。根據瑞士考古學家阿道夫·F·班德利爾的說法，指佩科斯一詞首先出現在西班牙殖民地總督胡安·德·奧尼亞特的報告內，但無從稽考。
最早的歐洲人聚落建於1794年，位於佩科斯河上游山谷的聖米格爾德爾巴多。1855年，蘭卡斯特堡在河流附近建成。在19世紀下半葉，佩科斯河在西班牙人對德克薩斯州的勘探中發揮了重要作用。
1990年6月6日，佩科斯河內20.5英里（33公里）的河段（從上游源頭至特雷羅）獲評為「國家野生和風景優美的河流」（National Wild and Scenic Rivers），其中13.5英里（22公里）的河段被評定為「未經開墾地區」，而另外的7英里（11公里）河段則被被評定為「休閒地區」。

## 水權爭議
新墨西哥州和德克薩斯州對河流的水權提出了爭議。其後，美國政府提出《佩科斯河協定》（Pecos River Compact），建議設立一個委員會來負責分配佩科斯河的河水。1948年，新墨西哥州和德克薩斯州均簽署了該協定，並於次年獲得國會批准。但是，德克薩斯州多年來都認為新墨西哥州未有盡力履行協定，故在1974年提出訴訟。最終，美國最高法院於1987年6月裁定新墨西哥州敗訴，指其在1950年至1983年間所獲得的輸水量比德克薩斯州多出340,100英畝·英尺（1.481×1010立方英尺），並下令新墨西哥州需要在十年內向德克薩斯州每年償還34,000英畝·英尺（1.5×109立方英尺）的水。2003年，新墨西哥州和德克薩斯州簽訂了《佩科斯河和解協議》（Pecos River Settlement Agreement），旨在使新墨西哥州能夠履行1948年《佩科斯河協定》及1987年美國最高法院判決所要求的法律義務。

## 渡槽

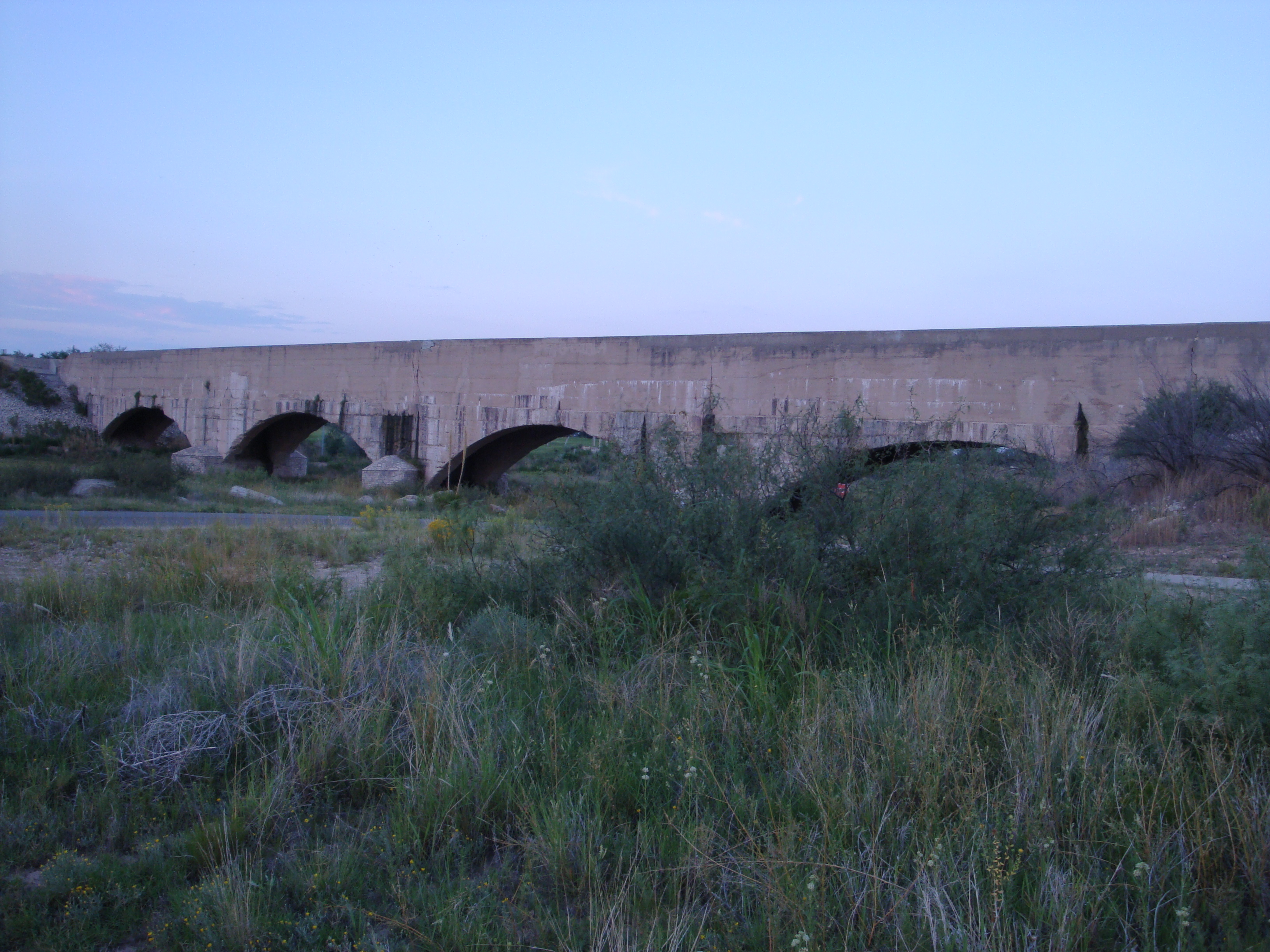
佩科斯河渡槽

1887年，一群開拓者草擬了一份計劃，意圖在佩科斯河上修建一條灌溉渠，把河水輸送至半乾旱的佩科斯谷地以灌溉農作物。1889年至1890年間，佩科斯河渡槽建成，而這亦是佩科斯河改造工程的一部分。渡槽最初以木頭建成，長145英尺（44），深8英尺（2.4）。但在1893年，洪水摧毀了渡槽，而重製品亦在十年後倒塌。其後在獲得聯邦政府的幫助下，當地政府於1903年以混凝土重建渡槽，而當時它亦成為世界上最大的混凝土渡槽。

## 外部連結
- 大英百科全書 - 佩科斯河 （页面存档备份，存于） （英文）